# フアン・ガリンド

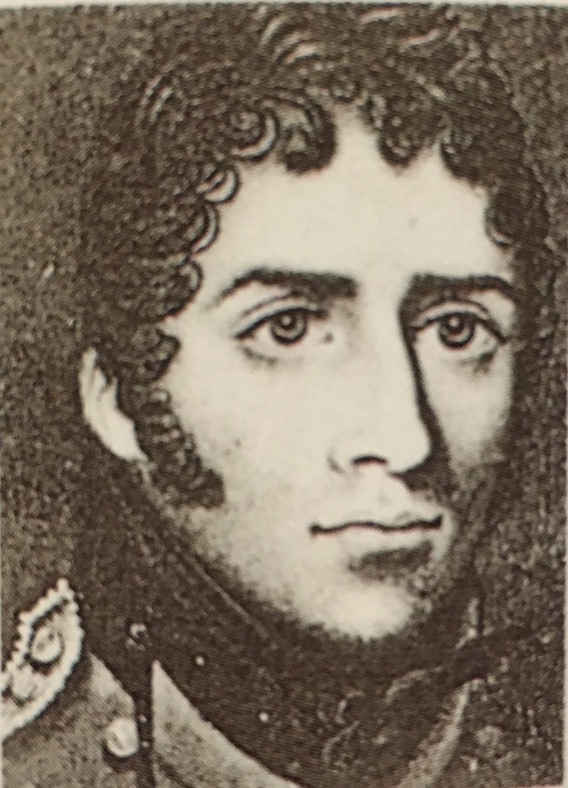
フアン・ガリンド

フアン・ガリンド (Juan Galindo、1802年 - 1840年) は、アイルランド出身の中央アメリカ連邦の軍人、探検家。イギリスを初めとする諸外国の侵略に対し、カリブ海沿岸地域やペテン地方の領土保全に努めるとともに、パレンケやコパンといったマヤ文明の遺跡を調査し、専門の考古学者ではなかったが、先駆的な報告を残した。

## 経歴
ガリンドの父親であるフィルモン・ガリンドはロンドンの生まれの俳優で、1799年にアイルランドのダブリンに移り現地の女優と2回目の結婚をし、1802年にガリンドが生まれた。ガリンドは、スペイン人の血をひくカトリック教徒であり、故郷アイルランドにおけるイギリスの不公平な支配を脱し、国籍を問わず故国で虐げられた外国人に門戸を開く中央アメリカ連邦憲法にひかれ、1827年に中央アメリカへ移住した。移住後しばらくはグアテマラのイギリス領事館で秘書兼通訳として働いていたが、1829年にフランシスコ・モラサン将軍率いる自由主義派の軍隊がエル・サルバドルからグアテマラに侵攻すると、これに参加。中央アメリカ連邦に帰化し、モラサン将軍とグアテマラ州統領マリアーノ・ガルベスの元で軍人としての名声を博すことになる。
オモア要塞の守備隊隊長、ペテン地方（フローレスに要塞が築かれていた）の司令官、トルヒーヨ港の司令官として、中央アメリカ連邦のカリブ海側の辺境地帯の領土保全に精力的に活動した。当初はイギリスのベリーズ総督や中央アメリカ領事と良好な関係を築いていたが、1834年にガリンドが国境線の問題を提起して以降は双方の関係が悪化していった。1839年にイギリス軍がロアタン島を占領すると、ガリンドはイギリスへの報復を政府に要請したが、大英帝国との和解を望む政府はもはや彼の要請を聞き入れなかった。1840年にホンジュラスにおいてモラサン派の権限奪還を目指すトリニダート・カバーニャスの軍に加わり、1840年1月30日にテグシガルパ近郊のエル・ポルテーロの戦いに敗北し、少数の部下とともに逃げる途中に立ち寄った村で襲撃されて死亡した。フレドリック・チャットフィールド領事は、外相パーマストン子爵宛ての手紙でガリンドの死について次のように述べた。「こうして、無分別で有害な意図を持った人物のキャリアは終了した」。

## マヤ地域の調査
ガリンドはグアテマラ政府の命を受け、1831年にウスマシンタ川流域を調査し、パレンケを訪れている。また、同年にヤシュハー湖にあるトポシュテ島遺跡も訪れている。3年後の1834年にはコパンを調査し、建造物のスケッチや平面図を作成した。ボーデ/ピカソ（1991年）によると、コパンの擬似アーチ型墓穴の発掘が特に注目すべき成果だとされる。
パリ地理学協会の要請に応じて、中央アメリカの遺跡や国々について報告書を作成し、そのほとんどが活字化された。マヤ文明が偉大な文明であること、また遺跡が現地に暮らす先住民（マヤ系インディオ）の祖先が建設したものであること、マヤ文字が音節を表していること、生贄が行われていたことなどを報告書や論文に記しており、部分的に現代の見解に近い主張をしていた。また、それぞれマヤ地域の西端と東端に位置するパレンケとコパンについて、その類似性を指摘している。